# Ла-Чупароса (Техас)
Ла-Чупароса (англ. La Chuparosa) — переписна місцевість (CDP) в США, в окрузі Старр штату Техас. Населення — 74 особи (2020).

## Географія
Ла-Чупароса розташована за координатами 26°24′13″ пн. ш. 98°55′36″ зх. д. / 26.40361° пн. ш. 98.92667° зх. д. (26.403708, -98.926801).  За даними Бюро перепису населення США в 2010 році переписна місцевість мала площу 0,03 км², уся площа — суходіл.

## Демографія
Згідно з переписом 2010 року, у переписній місцевості мешкало 49 осіб у 13 домогосподарствах у складі 13 родин. Густота населення становила 1875 осіб/км².  Було 15 помешкань (574/км²).
Расовий склад населення:
| - 100,0 % — білих |

До двох чи більше рас належало 0,0 %. Частка іспаномовних становила 100,0 % від усіх жителів.
За віковим діапазоном населення розподілялося таким чином: 38,8 % — особи молодші 18 років, 57,1 % — особи у віці 18—64 років, 4,1 % — особи у віці 65 років та старші. Медіана віку мешканця становила 22,5 року. На 100 осіб жіночої статі у переписній місцевості припадало 81,5 чоловіків;  на 100 жінок у віці від 18 років та старших — 76,5 чоловіків також старших 18 років.
Цивільне працевлаштоване населення становило 0 осіб. 